# Tajemnice wiklinowej zatoki
Tajemnice wiklinowej zatoki – serial animowany produkcji polskiej. Składa się z 7 odcinków.

## Obsada
- Ewa Złotowska – Serafin - piżmak
- Andrzej Gawroński – Archibald - szczur
- Krzysztof Krupiński –
  - Szafir,
  - mała wydra 2
- Mirosława Dubrawska – mama
- Jerzy Tkaczyk – tata
- Irena Malarczyk – mama bóbr i wydra
- Cezary Julski – tata bóbr
- Krystian Tomczak – dziadek bóbr
- Henryk Łapiński – tata wydra
- Jarosław Domin – mała wydra 1
- Piotr Dobrowolski – mała wydra 3

## Spis odcinków
1. Zasiedliny
2. Intruz
3. Szafir
4. Powódź
5. Straszna nora
6. Porwanie Serafina
7. Rozstanie